# ピンクロン・トーマス
ピンクロン・トーマス（Pinklon Thomas、1958年10月2日 - ）は、アメリカ合衆国の男性プロボクサー。ミシガン州ポンティアック出身。元WBC世界ヘビー級王者。

## 来歴
1978年、プロデビュー。
1984年8月31日、ティム・ウィザスプーンに判定勝ちし、WBC世界ヘビー級タイトルを獲得。1度防衛。
1986年3月22日、トレバー・バービックに判定負けし、タイトルを失う。
1987年5月30日、マイク・タイソンの持つWBA・WBC世界ヘビー級タイトルに挑戦するが、6ラウンドTKO負け。
1993年、引退。
戦績 51戦43勝(34KO)7敗1分